# 馬雄鎮
馬雄鎮（1634年—1677年），字錫蕃，號坦公，漢軍鑲紅旗人，籍貫為遼陽左衛（今遼寧省遼陽市），本貫山東蓬萊。清朝初期政治人物，官至正二品的廣西巡撫、右副都御史銜，其父為清初大臣兩江總督馬鳴佩，康熙十六年十月（1677年11月），被吳三桂之孫吳世琮所殺，妻妾和二子二女等家人都一起殉難，康熙帝感其節義，贈其太子少保、兵部尚書，諡號文毅。乾隆十六年（1751年），乾隆感念其後代子孫已經沒有世職去承襲了。因此特別賜予其家族世襲罔替正七品恩騎尉世職。

## 生平
順治十三年（1656年），23歲的馬雄鎮，以蔭生的身分，授予正四品工部副理事官的職位。後累遷正四品宗人府啟心郎、正四品左僉都御史。
康熙七年（1668年），35歲的馬雄鎮，從左僉都御史的職位，升任為從二品內國史院學士。
康熙八年（1669年），36歲的馬雄鎮，升任山西巡撫。未上，著候缺另用。
康熙九年（1670年），37歲的馬雄鎮，任廣西巡撫

## 家族
- 始祖:馬英，明朝遼東保義副尉[5]
- 曾祖:馬重德，字瑞軒，明朝貢生，官至正六品南直隸太平府通判，並且兼理蕪湖當塗縣令[5]
- 祖父:馬與進，字復所，明朝貢生，明朝遼陽都司訓導。[5]
- 父親:馬鳴佩（？-1666年），字潤甫，官至從一品清朝兩江總督，加兵部尚書銜，三等輕車都尉，入祀江南明宦祠。[5]
- 兒子:
  - 馬世濟（1650年-1714年），字元愷，官至清朝正二品漕運總督
  - 馬世永，官至清朝從三品鹽運使
  - 馬世泰、馬世洪
- 孫子:
  - 馬國楨（1666年-1720年），字幹臣，官至清朝正四品江南常鎮道道員，署理正三品按察使[6]

## 延伸阅读
[在维基数据编辑]
 《清史稿·卷252》，出自趙爾巽《清史稿》